# 御薬園

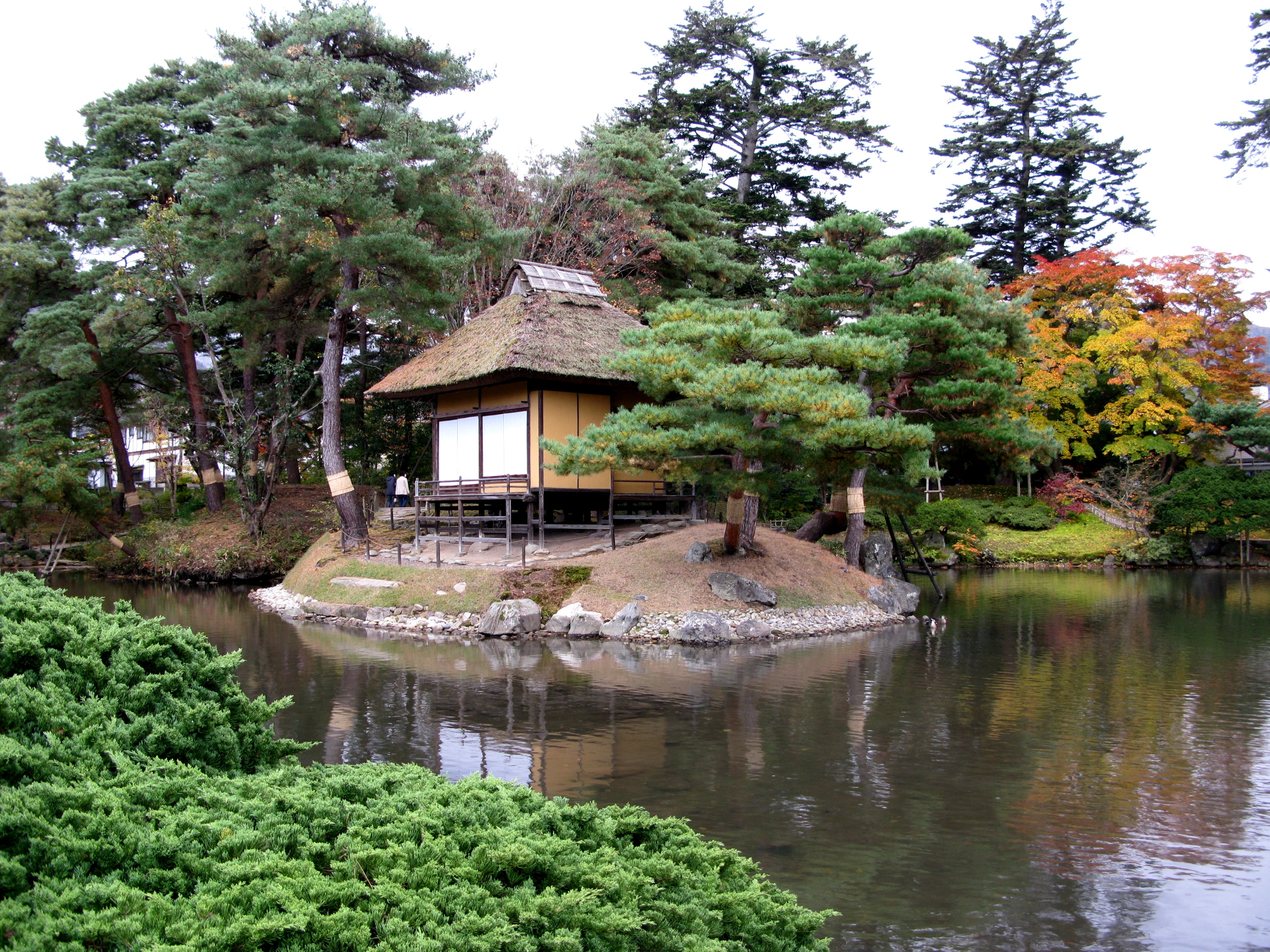
心字の池の中央にある楽寿亭

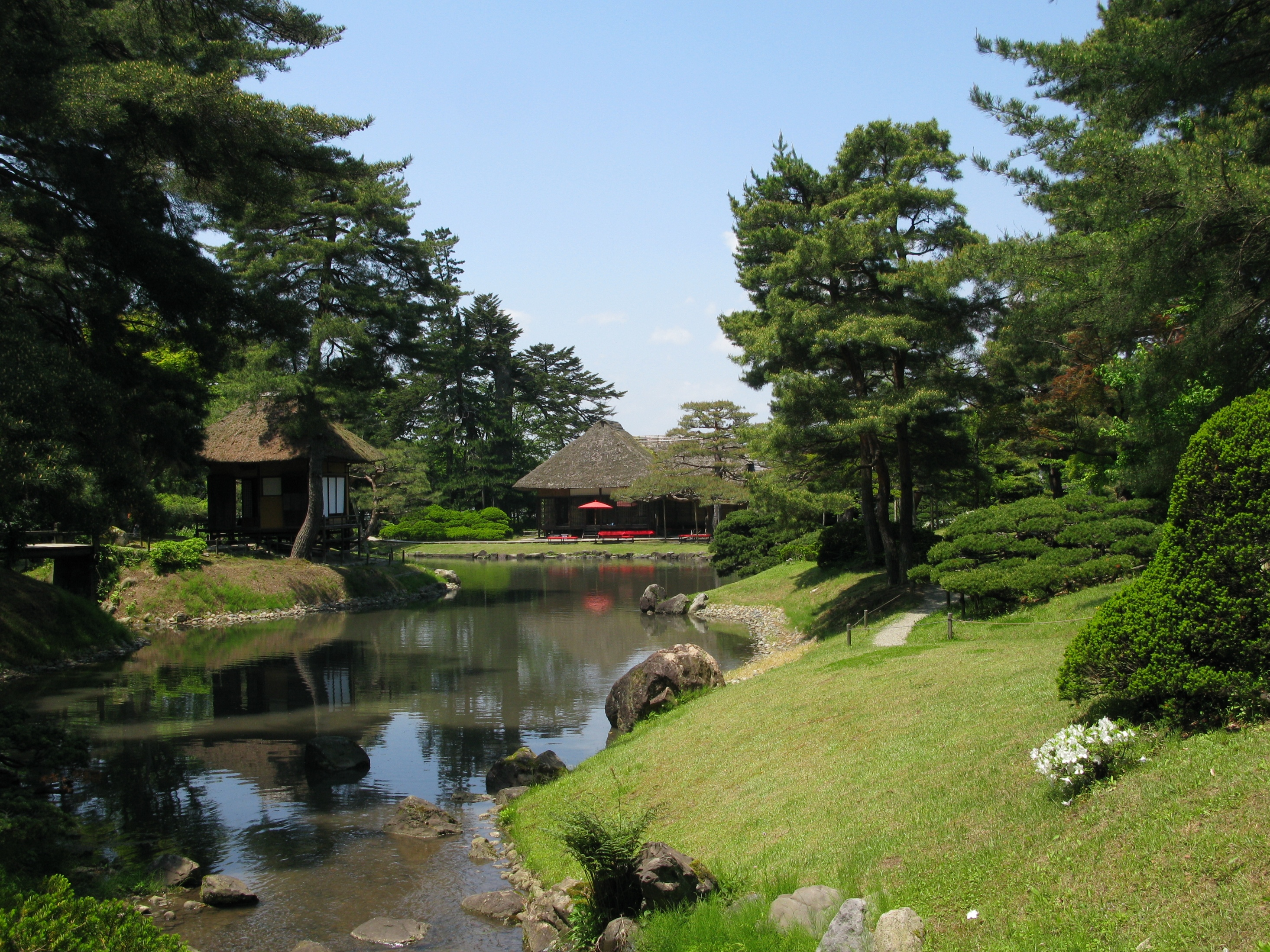
女滝から心字の池

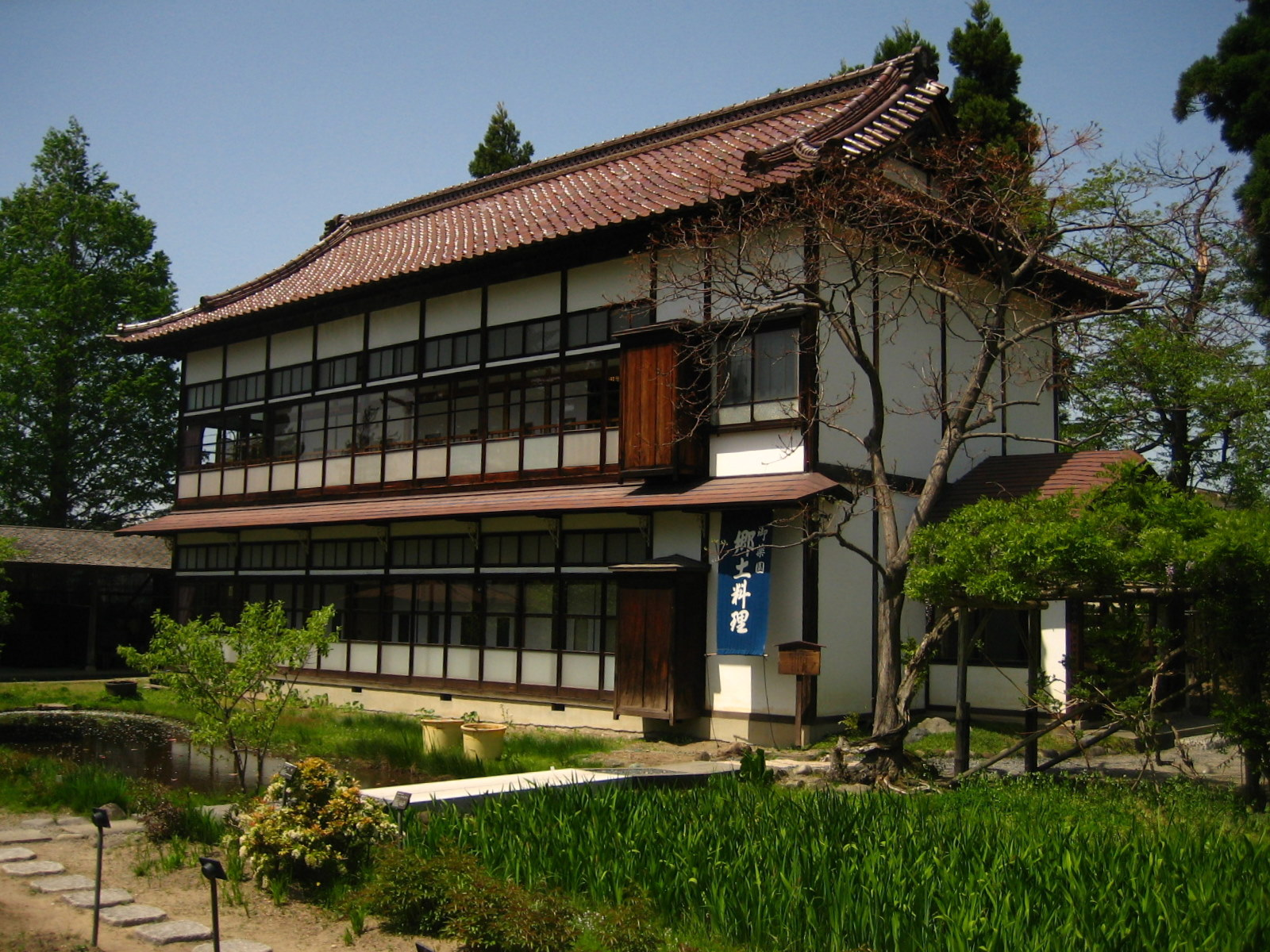
重陽閣

御薬園（おやくえん）は、福島県会津若松市にある日本庭園である。会津松平氏庭園（あいづまつだいらしていえん）として国の名勝に指定されている。

## 歴史
御薬園の起こりは、室町時代に霊泉の湧きだしたこの地に、永享4年（1432年）、蘆名盛久が別荘を建てたのがはじまりといわれている。その後の江戸時代の寛文10年（1670年）、会津藩2代藩主保科正経が領民を疫病から救うために園内に薬草園を作り、3代藩主松平正容が貞享年間に朝鮮人参を試植し、その栽培を民間に広く奨励したことから、それが名前の由来となっている。
現在の庭園は、元禄9年（1696年）、松平正容が園匠の目黒浄定を招き、小堀遠州の流れをくんだ本格的な大名型山水庭園に大改造したもの。園内の楽寿亭や御茶屋御殿の建物は、戊辰戦争時に新政府軍の傷病者の診療所とされたため、戦火を免れた。昭和7年（1932年）10月19日に、江戸時代の代表的な大名型山水庭園として優秀なものとして国の名勝に指定された。昭和54年（1979年）6月25日には旧薬園跡、池水取入口などが追加指定された。

## 構成
敷地面積は約1.7ha。中央に心字の池を配し、その中央に亀島と楽寿亭を置き、池辺には巧みに石を配し、池への流水路として女滝、男滝を置く。園内に多くのモミ、スギ、マツの大樹老木を配置し、キャラボク、ゴヨウマツの古木を点植し、回遊園路を設けた、東側の背炙山の連山を背景とした借景池泉回遊式庭園である。
心字の池西側には元禄9年（1696年）、茅葺きの「御茶屋御殿」が竣工。御殿北側に連なる亜鉛葺きの松ノ間と二階屋は明治15年（1882年）、最後の会津藩主・松平容保の住まいとして増築された。現在は茶会などに用いられる。
庭園北側には藩政時代の薬草栽培地跡を利用した薬用植物標本園があり、会津産薬草約200種を含め約400種の薬草が栽培されている。庭園北西側には松平容保の孫にあたる秩父宮妃勢津子ゆかりの建物、重陽閣（ちょうようかく、1928年築の東山温泉新瀧旅館別館）が昭和48年（1973年）に移築されている。
以前は会津松平家の所有であったが、平成3年（1991年）3月、文化庁の国庫補助事業により、会津松平家から会津若松市が譲り受けた。
御薬園は攬勝亭庭園や可月亭庭園とともに会津三庭園の一つに数えられた（三庭園のうち攬勝亭庭園は宅地化されている）。

## 開園時間
- 午前８時３０分～午後５時まで（入園は午後４時３０分まで）
- 臨時休園日あり

|      | 大人  | 高校生 | 中学生 | 小学生 |
| ---- | ----- | ------ | ------ | ------ |
| 個人 | 320円 | 270円  | 160円  | 160円  |
| 団体 | 270円 | 210円  | 100円  | 100円  |

## 交通
JR会津若松駅前からまちなか周遊バス「ハイカラさん」で「御薬園」下車。